# Bóng đá tại Đại hội Thể thao Đông Nam Á 2009
Môn bóng đá tại Đại hội Thể thao Đông Nam Á 2009 bao gồm bóng đá nam và bóng đá nữ. Nội dung bóng đá nam diễn ra từ ngày 2 tháng 12 đến ngày 17 tháng 12 năm 2009 và nội dung bóng đá nữ diễn ra từ ngày 4 tháng 12 đến 16 tháng 12 năm 2009. Các trận đấu đều được tổ chức tại thủ đô Viêng Chăn của Lào. Độ tuổi tham dự giải đấu là U-23 đối với nam, và không giới hạn độ tuổi đối với nữ.

## Lịch thi đấu
Dưới đây là lịch thi đấu cho môn bóng đá.
| G | Vòng bảng | ½ | Bán kết | B | Tranh huy chương đồng | F | Chung kết |

| Nội dung | T4 2 | T5 3 | T6 4 | T7 5 | CN 6 | T2 7 | T3 8 | T4 9 | T5 10 | T6 11 | T7 12 | CN 13 | T2 14 | T3 15 | T4 16 | T5 17 | T5 17 |
| -------- | ---- | ---- | ---- | ---- | ---- | ---- | ---- | ---- | ----- | ----- | ----- | ----- | ----- | ----- | ----- | ----- | ----- |
| Nam      | G    |      | G    | G    | G    | G    | G    |      | G     | G     |       |       | ½     |       |       | B     | F     |
| Nữ       |      |      | G    |      | G    |      | G    |      |       | G     |       | G     |       |       | F     |       |       |

## Địa điểm
Tổng cộng ba địa điểm đã được sử dụng cho giải đấu. Sân vận động Quốc gia Lào mới và sân vận động Chao Anouvong (sân Quốc gia cũ) là các địa điểm diễn ra các trận đấu của giải nam, trong khi các trận đấu của giải nữ được tổ chức tại sân vận động Anouvong và sân vận động Trung tâm của Trường Đại học Quốc gia Lào.
| Viêng ChănBóng đá tại Đại hội Thể thao Đông Nam Á 2009 (Lào) | Viêng Chăn                    | Viêng Chăn                 | Viêng Chăn                                          |
| ------------------------------------------------------------ | ----------------------------- | -------------------------- | --------------------------------------------------- |
| Viêng ChănBóng đá tại Đại hội Thể thao Đông Nam Á 2009 (Lào) | Sân vận động Quốc gia Lào mới | Sân vận động Chao Anouvong | Sân vận động Trung tâm, Trường Đại học Quốc gia Lào |
| Viêng ChănBóng đá tại Đại hội Thể thao Đông Nam Á 2009 (Lào) | Sức chứa: 25.000              | Sức chứa: 8.000            | Sức chứa: 6.000                                     |
| Viêng ChănBóng đá tại Đại hội Thể thao Đông Nam Á 2009 (Lào) |                               |                            |                                                     |

## Các quốc gia tham dự
| Quốc gia               | Nam | Nữ  |
| ---------------------- | --- | --- |
| Brunei                 | No  | No  |
| Campuchia              | Yes | No  |
| Indonesia              | Yes | No  |
| Lào                    | Yes | Yes |
| Malaysia               | Yes | Yes |
| Myanmar                | Yes | Yes |
| Philippines            | No  | No  |
| Singapore              | Yes | No  |
| Thái Lan               | Yes | Yes |
| Đông Timor             | Yes | No  |
| Việt Nam               | Yes | Yes |
| Tổng cộng: 11 quốc gia | 9   | 5   |

## Bóng đá nam

### Vòng bảng
Chín đội tuyển được chia thành hai bảng thi đấu vòng tròn một lượt. Mỗi bảng chọn hai đội đứng đầu vào bán kết.

#### Bảng A
| VT | Đội        | ST | T | H | B | BT | BB | HS  | Đ  | Giành quyền tham dự     |
| -- | ---------- | -- | - | - | - | -- | -- | --- | -- | ----------------------- |
| 1  | Việt Nam   | 4  | 3 | 1 | 0 | 14 | 3  | +11 | 10 | Vòng đấu loại trực tiếp |
| 2  | Malaysia   | 4  | 3 | 0 | 1 | 18 | 4  | +14 | 9  | Vòng đấu loại trực tiếp |
| 3  | Thái Lan   | 4  | 2 | 1 | 1 | 15 | 3  | +12 | 7  |                         |
| 4  | Campuchia  | 4  | 1 | 0 | 3 | 5  | 15 | −10 | 3  |                         |
| 5  | Đông Timor | 4  | 0 | 0 | 4 | 1  | 28 | −27 | 0  |                         |

#### Bảng B
| VT | Đội       | ST | T | H | B | BT | BB | HS | Đ | Giành quyền tham dự     |
| -- | --------- | -- | - | - | - | -- | -- | -- | - | ----------------------- |
| 1  | Lào (H)   | 3  | 1 | 2 | 0 | 3  | 1  | +2 | 5 | Vòng đấu loại trực tiếp |
| 2  | Singapore | 3  | 1 | 2 | 0 | 4  | 3  | +1 | 5 | Vòng đấu loại trực tiếp |
| 3  | Myanmar   | 3  | 1 | 1 | 1 | 5  | 4  | +1 | 4 |                         |
| 4  | Indonesia | 3  | 0 | 1 | 2 | 3  | 7  | −4 | 1 |                         |

### Vòng đấu loại trực tiếp
|  | Bán kết                  | Bán kết  |                            |   | Trận tranh huy chương vàng | Trận tranh huy chương vàng |
|  |                          |          |                            |   |                            |                            |
|  | 14 tháng 12 – Viêng Chăn |          |                            |   |                            |                            |
|  |                          |          |                            |   |                            |                            |
|  | Việt Nam                 | 4        |                            |   |                            |                            |
|  | Việt Nam                 | 4        | 17 tháng 12 – Viêng Chăn   |   |                            |                            |
|  | Singapore                | 1        |                            |   |                            |                            |
|  | Singapore                | 1        | Việt Nam                   | 0 |                            |                            |
|  | 14 tháng 12 – Viêng Chăn |          | Việt Nam                   | 0 |                            |                            |
|  |                          | Malaysia | 1                          |   |                            |                            |
|  | Lào                      | Malaysia | 1                          | 1 |                            |                            |
|  | Lào                      |          |                            | 1 |                            |                            |
|  | Malaysia                 | 3        |                            |   |                            |                            |
|  | Malaysia                 | 3        | Trận tranh huy chương đồng |   |                            |                            |
|  |                          |          |                            |   |                            |                            |
|  | 17 tháng 12 – Viêng Chăn |          |                            |   |                            |                            |
|  |                          |          |                            |   |                            |                            |
|  | Singapore                | 3        |                            |   |                            |                            |
|  | Singapore                | 3        |                            |   |                            |                            |
|  | Lào                      | 1        |                            |   |                            |                            |

### Huy chương vàng
| Bóng đá nam Đại hội Thể thao Đông Nam Á 2009 |
| -------------------------------------------- |
| · Malaysia · Lần thứ 5                       |

## Bóng đá nữ

### Vòng bảng
Năm đội tuyển thi đấu vòng tròn một lượt tính điểm, hai đội đứng đầu giành quyền thi đấu trận chung kết. Đội xếp thứ ba được trao huy chương đồng sau khi vòng bảng kết thúc.
| VT | Đội      | ST | T | H | B | BT | BB | HS  | Đ | Giành quyền tham dự        |
| -- | -------- | -- | - | - | - | -- | -- | --- | - | -------------------------- |
| 1  | Thái Lan | 4  | 2 | 2 | 0 | 22 | 5  | +17 | 8 | Trận tranh huy chương vàng |
| 2  | Việt Nam | 4  | 2 | 2 | 0 | 14 | 3  | +11 | 8 | Trận tranh huy chương vàng |
| 3  | Myanmar  | 4  | 1 | 3 | 0 | 11 | 5  | +6  | 6 |                            |
| 4  | Lào (H)  | 4  | 1 | 1 | 2 | 7  | 8  | −1  | 4 |                            |
| 5  | Malaysia | 4  | 0 | 0 | 4 | 1  | 34 | −33 | 0 |                            |

### Tranh huy chương vàng
| Đội 1    | Tỉ số       | Đội 2    |
| -------- | ----------- | -------- |
| Thái Lan | 0–0 (0–3 p) | Việt Nam |

### Huy chương vàng
| Bóng đá nữ Đại hội Thể thao Đông Nam Á 2009 |
| ------------------------------------------- |
| · Việt Nam · Lần thứ 4                      |

## Tóm tắt huy chương

### Bảng huy chương
| Hạng               | Đoàn               | Vàng | Bạc | Đồng | Tổng số |
| ------------------ | ------------------ | ---- | --- | ---- | ------- |
| 1                  | Việt Nam (VIE)     | 1    | 1   | 0    | 2       |
| 2                  | Malaysia (MAS)     | 1    | 0   | 0    | 1       |
| 3                  | Thái Lan (THA)     | 0    | 1   | 0    | 1       |
| 4                  | Myanmar (MYA)      | 0    | 0   | 1    | 1       |
| 4                  | Singapore (SGP)    | 0    | 0   | 1    | 1       |
| Tổng số (5 đơn vị) | Tổng số (5 đơn vị) | 2    | 2   | 2    | 6       |

### Danh sách huy chương
| Nội dung | Vàng | Bạc | Đồng |
| -------- | --- | --- | --- |
| Nam      | Malaysia (MAS) · Farizal Marlias · Sabre Abu · Mohd Nasriq Baharom · Aidil Zafuan · Norshahrul Idlan · Safiq Rahim · Amar Rohidan · Ahmad Fakri Saarani · Abdul Manaf Mamat · Baddrol Bakhtiar · Muslim Ahmad · Mahalli Jasuli · Asraruddin Putra Omar · Zaquan Adha · Mohamad Azmi · Gurusamy Kandasamy · S. Kunanlan · Mazlizam Mohamad · Amirul Hadi · Sharbinee Allawee                   | Việt Nam (VIE) · Bùi Tấn Trường · Trần Khoa Điển · Mai Xuân Hợp · Phạm Minh Đức · Nguyễn Đại Đồng · Nguyễn Thành Long Giang · Chu Ngọc Anh · Võ Hoàng Quảng · Trần Đình Đồng · Nguyễn Công Minh · Nguyễn Trọng Hoàng · Nguyễn Thái Dương · Phạm Thành Lương · Phan Thanh Hưng · Nguyễn Quý Sửu · Mai Tiến Thành · Phan Thanh Bình · Hoàng Đình Tùng · Trần Mạnh Dũng · Nguyễn Ngọc Anh                          | Singapore (SGP) · Hyrulnizam Juma'at · Isa Halim · Shaiful Esah · Faritz Abdul Hameed · Irwan Shah · Fazli Ayob · Afiq Yunos · Khairul Nizam · Hariss Harun · Shahdan Sulaiman · Safuwan Baharudin · Eddie Chang · Yasir Hanapi · Gabriel Quak · Fadhil Noh · Muhammad Shafiq · Madhu Mohana · Muhammad Raihan · Chan Hui Yuh · Firdaus Mohamed |
| Nữ       | Việt Nam (VIE) · Đặng Thị Kiều Trinh · Đỗ Thị Thu Trang · Đào Thị Miện · Nguyễn Thị Nga · Nguyễn Thị Ngọc Anh · Nhiêu Thùy Linh · Bùi Thị Tuyết · Nguyễn Hải Hòa · Nguyễn Thị Mai Lan · Lê Thị Thương · Nguyễn Thị Kim Tiến · Từ Thị Phụ · Nguyễn Thị Muôn · Nguyễn Thị Minh Nguyệt · Trần Thị Kim Hồng · Văn Thị Thanh · Đoàn Thị Kim Chi · Bùi Thị Phượng · Lê Thị Oanh · Nguyễn Thị Nguyệt | Thái Lan (THA) · Waraporn Boonsing · Thidarat Wiwasukhu · Kwanruethai Kunupatham · Junpen Seesraum · Sunisa Srangthaisong · Kanjana Sung-ngoen · Pitsamai Sornsai · Suphaphon Kaeobaen · Pikul Khueanpet · Chidtawan Chawong · Sukanya Ritngam · Orathai Srimanee · Siranya Srimanee · Kusumarn Thonglanloung · Dungnapa Sritala · Sukunya Peangthem · Anootsara Maijarern · Wilaiporn Bodthouang · Nisa Romyen | Myanmar (MYA) · May Khin Yamin · Myint Myint Aye · San San Thein · San San Maw · Moe Moe War · Thu Zar Htwe · My Nilar Htwe · Khin Marlar Tun · Su Su Wai · Kain Moe Wai · Thiri Myap · Than Than Htwe · San Yu Naing · Aye Nandar Hlaing · Nay Zar Lin Lin Aung · Thida Oo · Thin Thin Soe · Thandar Moe · Margret Marri · Naw Arlo War Phan   |